# Bahía de Sarangani
Para la provincia, véase Provincia de Sarangani.
Para el municipio, véase Sarangani.
Para la isla, véase Isla de Sarangani.
La bahía de Sarangani (en idioma inglés Sarangani Bay, también conocida como bahía de Sansangani se encuentra situada al sur de la isla de Mindanao bañado a las provincias de Filipinas de Sarangani y de Cotabato del Sur,  ambas pertenecientes a la región de SOCCSKSARGEN.

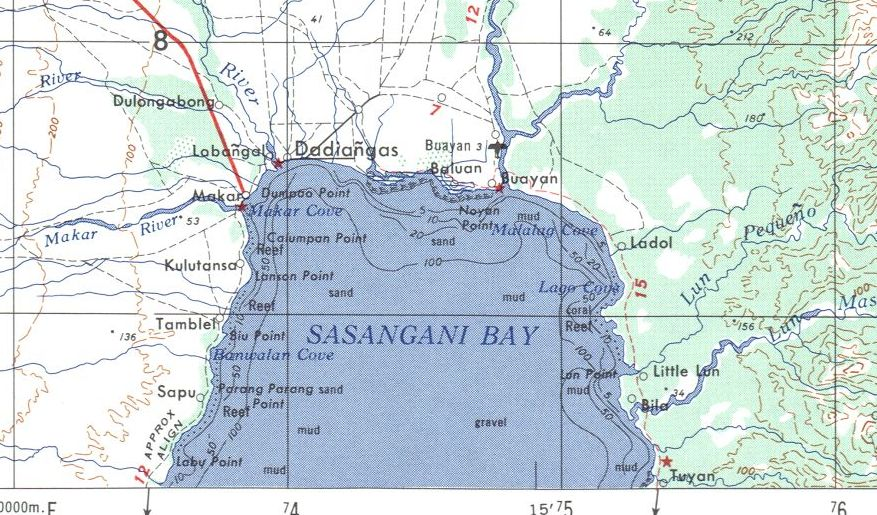
Bahía de Sarangani Fragmento hoja NB 51-8 Koronadal.

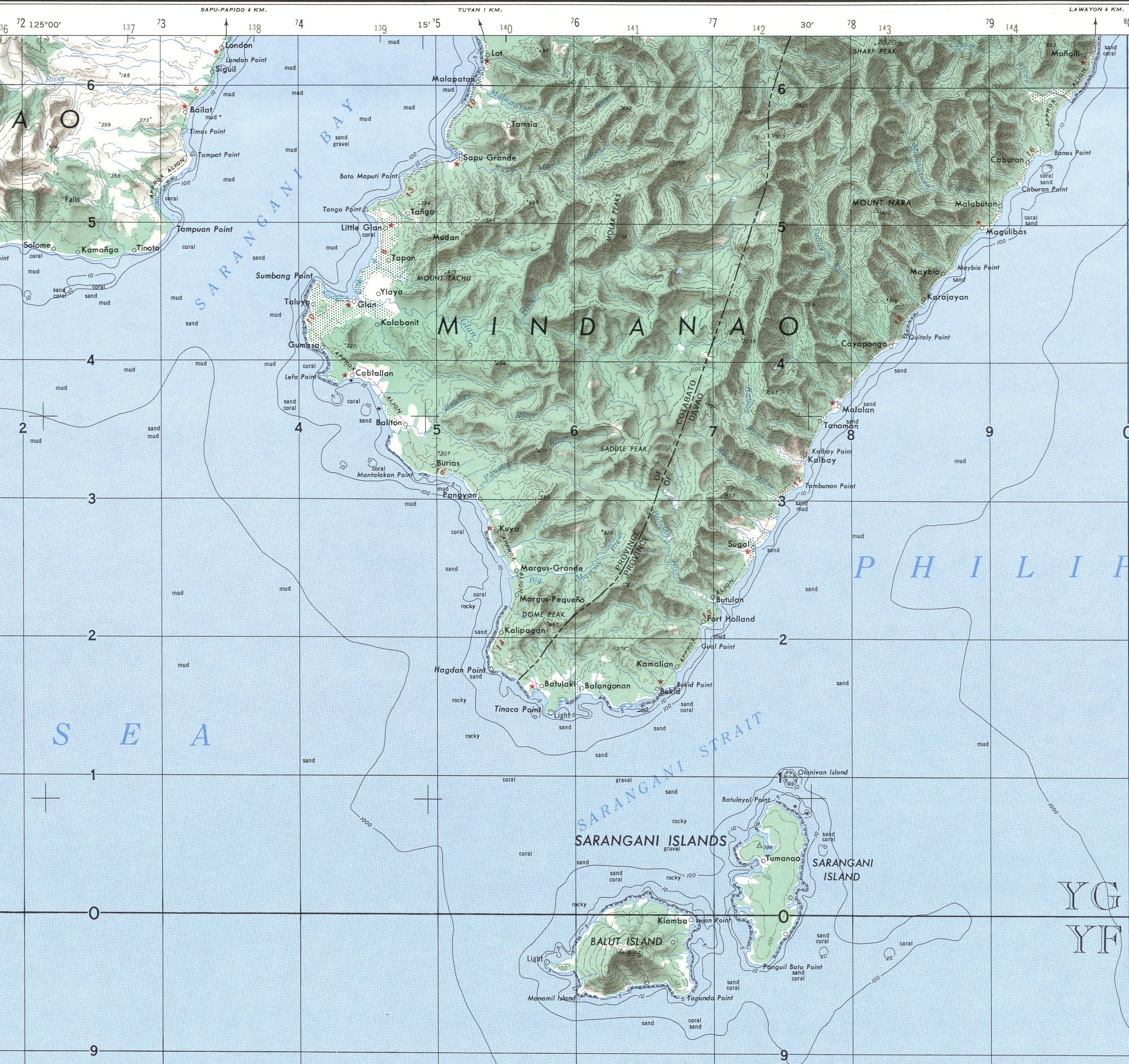
Bahía de Sarangani Fragmento hoja NB 51-12 Caburan.

Esta bahía se abre al mar de Célebes, en el océano Pacífico, entre punta Balululán al oeste, en el término de Maasim, y punta Pangián al este, en el término de Glan.
Se encuentra en la bahía la ciudad de General Santos (General Santos City) que alberga uno de los puertos más importantes del archipiélago.
En 1991 fue creada la provincia de Sarangani que lleva el nombre de esta bahía, que baña tres de sus siete municipios.